# 자바잎원숭이
자바잎원숭이 또는 자바수릴리(Presbytis comata)는 긴꼬리원숭이과에 속하는 영장류의 일종이다. 생물학적 다양성 위험지역인, 인도네시아 자바 섬 서부의 반쪽이 원산지인 구세계원숭이로 멸종 위기에 처해 있다. 회색잎원숭이 또는 순다섬수릴리, 줄무늬볏랑구르, 자바회색랑구르, 랑구르그리스 등으로도 알려져 있다.
콜로부스아과 종들은 먹이로 먹는 잎에서 섬유소의 소화를 돕기 위해 소낭구조로 된 위장을 지니고 있다. 작고 홀쭉한 얼굴과 꼬리를 갖고 있으며, 크고 둥근 위장을 지니고 있다. 털 색깔의 범위는 어두운 회색부터 흰색까지이다. 잎원숭이는 낮에 활동하는 경향이 있고, 자신들의 털을 손질하는 데 5시간 가량을 사용한다.

## 분포
자바수릴리는 인도네시아 자와섬의 서부 반쪽 지역에서 발견된다. 동쪽으로는 멀리, 동자와 주의 경계에 있는 라우 산까지 분포한다. 최근의 연구에 의하면, 이 종의 대부분은 플라이스토세 동안에 일어난 지리, 해수면, 그리고 식생의 변화 그리고 부분적으로는 오늘날 그곳의 식생과 토양 때문에 순다열도에 제한적으로 살게 되었다. 자바수릴리는 해발 2500미터까지의 1차와 2차 저지대 숲에서 산다.

## 생태
자바수릴리는 잎을 주식으로 하고 있지만, 꽃과 과일 그리고 식물의 씨앗 등을 먹기도 한다. 이 종은 다른 잎원숭이속(Presbytis) 종들보다 더 초식 생활을 하는 것으로 보인다.

## 아종
자바수릴리는 2종의 아종이 있다.
- 회색잎원숭이 (P. c. comata) - 자바 섬 서부에 서식
- 자바암갈색랑구르 (P. c. fredericae) - 자바 섬 중부에 서식

## 보존
이 종은 사람의 활동에 의한 서식지 훼손때문에 IUCN 적색 목록에 멸종 위기종으로 등록되어 있다. 현재 이 종은 자연 서식지 내에 약 1,000마리 이하만이 서식하고 있는 것으로 추산되고 있으며, 이들의 자연 서식지의 겨우 4%만이 남아 있다. 초기 서식지에서 없어진 서식지의 대부분은 인도네시아 내 우림의 개간때문이다. 초기 서식지의 겨우 4%만이 남아있고, 지난 10년동안 전체 개체수는 적어도 50%가 줄어들었다. 아종 중에서 P. comata와 P. frediricae는 가장 희귀한 아종의 하나이며, 섬에서 가장 인구밀도가 높은 지역의 하나에 위치해 있고, 활화산이 근처에 있어서 절멸될 위험이 가장 높다.